# Дискографија групе Coldplay
Дискографија Колдплеја, енглеског рок бенда, комплетан је списак њихових издатих синглова, албума и видеа којих је издало више издавачких кућа. У својој досадашњој каријери бенд је издао седам студијских албума, осам лајв албума, шест компилацијских албума, три видео албума, четрнаест ЕПа, педесет синглова (од тога четрдесет-шест синглова као главни извођач и четири промоциона сингла) и четрдесет-седам музичких видео-спотова. Бенд је укупно продао преко 100 милиона примерака својих издања, од тог броја је продао укупно преко 75 милиона албума широм света. Такође је продао преко пет милиона примерака синглова у Уједињеном Краљевству, и 18,2 милиона албума као и 33,6 милиона песама за виртуелно преузимање у Сједињеним Америчким Државама.
Колдплеј је свој дебитантски студијски албум под насловом Parachutes објавио 10. јула 2000. године. Албум је постигао комерцијални успех пласиравши се на месту број један у Уједињеном Краљевству и бива извођен у добром делу међународне јавности. Албум је био сертификован осмоструким платинумским издањем од стране Британског удружења дискографских кућа (BPI) и био је продат у 8,5 милиона примерака широм света. Parachutes је изнедрио хитове попут Yellow и Trouble који су ушли у топ десет хитова у Уједињеном Краљевству упоредо са сингловима Shiver и Don't Panic који су мање више постигли идентичан успех. Бендов други по реду студијски албум под насловом A Rush of Blood to the Head је био објављен 26. августа 2002. године. Албум је доживео још већи међународни успех него претходни издат, попевши се на сам врх топ-листа у Уједињеном Краљевству, и многим другим земљама укључујући Аустралију и Канаду. Бенд је потрошио осамнаест месеци на многобројне концерте у оквиру турнеја и промоција пре објављивања њиховог другог студијског албума. Главни сингл са њиховог другог студијског албума под насловом In My Place који се позиционирао на мести број два у Уједињеном Краљевству и високо је био котиран на многобројним топ-листама у другим државама. Наредна два сингла са албума The Scientist и Clocks су ушла у топ десет хитова у Уједињеном Краљевству. Сингл Clocks се позиционирао на месту број дванаест-девет на топ-листи Билборд хот 100 у Сједињеним Америчким Државама, поставши тако њихов први сингл који је ушао у топ четрдесет на тој топ-листи.
Колдплејев трећи по реду студијски албум, под насловом X&Y, био је објављен 6. јуна 2005. године. Албум се попео на сам врх топ-листа у неколико држава, укључујући Уједињено Краљевство и Сједињене Америчке Државе, постигавши тако значајан комерцијални успех. Албум X&Y је са преко 8,3 милиона продатих примерака до краја 2005. године постао најпродаванији студијски албум у 2005. години. Албум је садржао шест синглова. Главни сингл са албума под насловом Speed of Sound се позиционирао на месту број два у Уједињеном Краљевству и ушао је у топ десет хитова на многобројним међународним топ-листама. Наредна три сингла са албума, Fix You, Talk и The Hardest Part, су такође постигли значајан комерцијални успех. Viva la Vida or Death and All His Friends, бендов четврти по реду студијски албум, објављен је 12. јуна 2008. године. Албум се позиционирао на месту број један у тридесет-шест држава и постао је најпродаванији студијски албум у 2008. години. Након прва три дана од објављивања, албум је био продат у преко 302.000 примерака. Други сингл са албума под насловом Viva la Vida се попео на сам врх топ-листа у земљама попут Уједињеног Краљевства, Холандије и Сједињених Америчких Држава.
Пети по реду студијски албум Колдплеја под насловом Mylo Xyloto је био објављен 24. октобра 2011. године. Праћен успехом својих претходника и овај албум је постао интернационални број један на многобројним топ-листама широм света. Прва два сингла са албума Every Teardrop Is a Waterfall и Paradise су били високо котирани на топ-листама у неколико земаља, касније је постао бендов број један сингл у Уједињеном Краљевству. Албум је био садржан из још пет синглова: Charlie Brown, Princess of China, Up with the Birds, Hurts Like Heaven и Up in Flames. Уследила су објављивања синглова Magic, Midnight и A Sky Full of Stars и бендов шести по реду студијски албум под насловом Ghost Stories, објављен 19. маја 2014. године, који је био позициониран на месту број један у преко петнаест држава. Бендов седми по реду студијски албум под насловом A Head Full of Dreams био је објављен 4. децембра 2015. године. Албум је делом био продуциран још у периоду између последња два објављена студијска албума. A Head Full of Dreams се позиционирао у топ два у неколико држава након објављивања. Албум је тек касније заживео након бендовог наступа на 50. по реду Супербоулу након којег је албум продат у шест милиона примерака широм света.

## Албуми

### Студијски албуми
| Наслов албума                             | Детаљи албума | Позиције на топ-листама | Позиције на топ-листама | Позиције на топ-листама | Позиције на топ-листама | Позиције на топ-листама | Позиције на топ-листама | Позиције на топ-листама | Позиције на топ-листама | Позиције на топ-листама | Позиције на топ-листама | Број продатих примерака                                                        | Сертификат(и) |
| Наслов албума                             | Детаљи албума | УК                      | АУС                     | КАН                     | ФРА                     | НЕМ                     | ИРС                     | ХОЛ                     | НЗЛ                     | ШВА                     | САД                     | Број продатих примерака                                                        | Сертификат(и) |
| ----------------------------------------- | --- | ----------------------- | ----------------------- | ----------------------- | ----------------------- | ----------------------- | ----------------------- | ----------------------- | ----------------------- | ----------------------- | ----------------------- | ------------------------------------------------------------------------------ | --- |
| Parachutes                                | - Датум објављивања: 10. јул 2000. година - Издавачка кућа: Парлофон - Формат(и): CD, касета, LP                 | 1                       | 2                       | 19                      | 31                      | 54                      | 2                       | 29                      | 4                       | 38                      | 51                      | - ШС: 14.000.000 - УК: 2.710.000 - НЗЛ: 75.000 - САД: 2.700.000                | - BPI: 9× платинумски - ARIA: 3× платинумски - BVMI: златни - IFPI ШВА: златни - MC: 2× платинумски - NVPI: платинумски - RIAA: 2× платинумски - RMNZ: 2× платинумски - SNEP: 2× златни                                             |
| A Rush of Blood to the Head               | - Датум објављивања: 26. август 2002. година - Издавачка кућа: Парлофон - Формат(и): CD, касета, LP              | 1                       | 1                       | 1                       | 4                       | 1                       | 1                       | 3                       | 1                       | 1                       | 5                       | - ШС: 19.000.000 - УК: 2.960.000 - НЗЛ: 90.000 - САД: 5.080.000                | - BPI: 9× платинумски - ARIA: 7× платинумски - BVMI: 3× златни - IFPI ШВА: златни - MC: 4× платинумски - NVPI: платинумски - RIAA: 4× платинумски - RMNZ: 2× платинумски - SNEP: 2× златни                                          |
| X&Y                                       | - Датум објављивања: 6. јун 2005. година - Издавачка кућа: Парлофон - Формат(и): CD, LP, дигитални даунлоуд      | 1                       | 1                       | 1                       | 1                       | 1                       | 1                       | 1                       | 1                       | 1                       | 1                       | - ШС: 13.000.000 - УК: 2.790.000 - НЗЛ: 75.000 - САД: 3.100.000                | - BPI: 9× платинумски - ARIA: 6× платинумски - BVMI: 3× платинумски - IFPI ШВА: 2× платинумски - IRMA: 8× платинумски - MC: 5× платинумски - NVPI: платинумски - RIAA: 3× платинумски - RMNZ: 4× платинумски - SNEP: 2× платинумски |
| Viva la Vida or Death and All His Friends | - Датум објављивања: 12. јун 2008. година - Издавачка кућа: Парлофон - Формат(и): CD, LP, дигитални даунлоуд     | 1                       | 1                       | 1                       | 1                       | 1                       | 1                       | 1                       | 1                       | 1                       | 1                       | - ШС: 11.800.000 - УК: 1.500.000 - КАН: 334.000 - НЗЛ: 45.000 - САД: 2.700.000 | - BPI: 5× платинумски - ARIA: 4× платинумски - BVMI: 3× платинумски - IFPI ШВА: 3× платинумски - IRMA: 4× платинумски - MC: 5× платинумски - NVPI: 3× платинумски - RIAA: 2× платинумски - RMNZ: 2× платинумски - SNEP: дијамантски |
| Mylo Xyloto                               | - Датум објављивања: 24. октобар 2011. година - Издавачка кућа: Парлофон - Формат(и): CD, LP, дигитални даунлоуд | 1                       | 1                       | 1                       | 1                       | 1                       | 1                       | 1                       | 1                       | 1                       | 1                       | - ШС: 9.000.000 - УК: 1.500.000 - НЗЛ: 30.000 - САД: 1.660.000                 | - BPI: 5× платинумски - ARIA: 2× платинумски - BVMI: 3× златни - IFPI ШВА: 2× платинумски - IRMA: 2× платинумски - MC: 3× платинумски - NVPI: платинумски - RIAA: платинумски - RMNZ: 2× платинумски - SNEP: 3× платинумски         |
| Ghost Stories                             | - Датум објављивања: 19. мај 2014. година - Издавачка кућа: Парлофон - Формат(и): CD, LP, дигитални даунлоуд     | 1                       | 1                       | 1                       | 1                       | 1                       | 1                       | 2                       | 1                       | 1                       | 1                       | - ШС: 4.600.000 - КАН: 160.000 - УК: 700.000 - САД: 1.000.000                  | - BPI: 2× платинумски - ARIA: 2× платинумски - BVMI: 3× златни - IFPI ШВА: 2× платинумски - MC: 2× платинумски - RIAA: платинумски - RMNZ: златни - SNEP: 3× платинумски                                                            |
| A Head Full of Dreams                     | - Датум објављивања: 4. децембар 2015. година - Издавачка кућа: Парлофон - Формат(и): CD, LP, дигитални даунлоуд | 1                       | 2                       | 2                       | 4                       | 3                       | 2                       | 1                       | 4                       | 1                       | 2                       | - ШС: 6.000.000 - КАН: 160.000 - УК: 1.133.832 - САД: 1.097.000                | - BPI: 3× платинумски - ARIA: платинумски - BVMI: платинумски - IFPI ШВА: платинумски - MC: 2× платинумски - NVPI: платинумски - RIAA: платинумски - RMNZ: платинумски - SNEP: 3× платинумски                                       |

### Лајв албуми
| Наслов албума                                                                                                | Детаљи албума | Позиције на топ-листама | Позиције на топ-листама | Позиције на топ-листама | Позиције на топ-листама | Позиције на топ-листама | Позиције на топ-листама | Позиције на топ-листама | Позиције на топ-листама | Позиције на топ-листама | Позиције на топ-листама | Број продатих примерака | Сертификат(и)                                |
| Наслов албума                                                                                                | Детаљи албума | УК                      | АУС                     | КАН                     | ФРА                     | НЕМ                     | ИРС                     | ХОЛ                     | НЗЛ                     | ШВА                     | САД                     | Број продатих примерака | Сертификат(и)                                |
| --- | --- | ----------------------- | ----------------------- | ----------------------- | ----------------------- | ----------------------- | ----------------------- | ----------------------- | ----------------------- | ----------------------- | ----------------------- | ----------------------- | -------------------------------------------- |
| Trouble – Norwegian Live EP                                                                                  | - Датум објављивања: 17. август 2001. година - Издавачка кућа: Парлофон - Формат(и): CD, касета                         | —                       | —                       | —                       | —                       | —                       | —                       | —                       | —                       | —                       | —                       |                         |                                              |
| Coldplay Live 2003                                                                                           | - Датум објављивања: 1. новембар 2003. година - Издавачка кућа: Капитол, Парлофон - Формат(и): CD, дигитални даунлоуд   | 46                      | 16                      | 10                      | 26                      | 34                      | —                       | —                       | 26                      | —                       | 13                      | - САД: 686.000          | - ARIA: златни - RIAA: златни - RMNZ: златни |
| LeftRightLeftRightLeft                                                                                       | - Датум објављивања: 15. мај 2009. година - Издавачка кућа: Капитол, Парлофон - Формат(и): CD, дигитални даунлоуд       | —                       | —                       | —                       | —                       | —                       | —                       | —                       | —                       | —                       | —                       |                         |                                              |
| iTunes Festival: London 2011                                                                                 | - Датум објављивања: 18. септембар 2011. година - Издавачка кућа: EMI - Формат(и): дигитални даунлоуд                   | —                       | —                       | —                       | —                       | —                       | —                       | —                       | —                       | —                       | —                       |                         |                                              |
| Live in Madrid                                                                                               | - Датум објављивања: 31. октобар 2011. година - Издавачка кућа: EMI - Формат(и): дигитални даунлоуд                     | —                       | —                       | —                       | —                       | —                       | —                       | —                       | —                       | —                       | —                       |                         |                                              |
| Coldplay Live 2012                                                                                           | - Датум објављивања: 19. новембар 2012. година - Издавачка кућа: Капитол, Парлофон - Формат(и): CD, дигитални даунлоуд  | —                       | —                       | —                       | 5                       | 3                       | —                       | 75                      | —                       | 11                      | —                       |                         | - SNEP: платинумски                          |
| Ghost Stories Live 2014                                                                                      | - Датум објављивања: 24. новембар 2014. година - Издавачка кућа: Парлофон, Атлантик - Формат(и): CD, дигитални даунлоуд | —                       | —                       | —                       | 165                     | —                       | 28                      | 15                      | 24                      | —                       | 93                      |                         | - SNEP: златни                               |
| Live from Spotify London                                                                                     | - Датум објављивања: 16. децембар 2016. година - Издавачка кућа: Парлофон - Формат(и): дигитални даунлоуд               | —                       | —                       | —                       | —                       | —                       | —                       | —                       | —                       | —                       | —                       |                         |                                              |
| Live in Buenos Aires                                                                                         | - Датум објављивања: 7. децембар 2018. година - Издавачка кућа: Парлофон - Формат(и): CD, дигитални даунлоуд            | —                       | —                       | —                       | —                       | —                       | —                       | —                       | —                       | —                       | —                       |                         |                                              |
| "—" озачава издање које или није дебитовало на тој топ-листи или није дебитовало у/на тој држави/територији. | |                         |                         |                         |                         |                         |                         |                         |                         |                         |                         |                         |                                              |

### Компилацијски албуми
| Наслов албума                                                                                                | Детаљи албума                                                                                           | Позиције на топ-листама | Позиције на топ-листама | Позиције на топ-листама | Позиције на топ-листама | Позиције на топ-листама | Позиције на топ-листама | Сертификат(и)  |
| Наслов албума                                                                                                | Детаљи албума                                                                                           | УК                      | АУС                     | ДАН                     | ФРА                     | ПОР                     | ШПА                     | Сертификат(и)  |
| --- | --- | ----------------------- | ----------------------- | ----------------------- | ----------------------- | ----------------------- | ----------------------- | -------------- |
| A Rush of Blood to the Head / Parachutes                                                                     | - Датум објављивања: [[2. октобар 2006. година - Издавачка кућа: EMI - Формат(и): CD бокс-сет           | —                       | —                       | —                       | —                       | 22                      | —                       |                |
| The Singles 1999–2006                                                                                        | - Датум објављивања: 26. март 2007. година - Издавачка кућа: Капитол, Парлофон - Формат(и): 7" бокс-сет | —                       | —                       | 5                       | —                       | —                       | —                       |                |
| The Remixes                                                                                                  | - Датум објављивања: 11. април 2007. година - Издавачка кућа: Парлофон - Формат(и): CD, LP              | —                       | —                       | —                       | —                       | —                       | —                       |                |
| Parachutes / A Rush of Blood to the Head / Live 2003                                                         | - Датум објављивања: 9. новембар 2007. година - Издавачка кућа: Парлофон - Формат(и): CD и DVD бокс-сет | —                       | —                       | —                       | 134                     | —                       | —                       |                |
| Viva la Vida / X&Y                                                                                           | - Датум објављивања: 13. септембар 2011. година - Издавачка кућа: EMI - Формат(и): CD бокс-сет          | —                       | —                       | —                       | 84                      | —                       | —                       |                |
| 4 CD Catalogue Set                                                                                           | - Датум објављивања: 26. новембар 2012. година - Издавачка кућа: EMI - Формат(и): CD бокс-сет           | 80                      | 27                      | —                       | —                       | 29                      | 48                      | - BPI: сребрни |
| "—" озачава издање које или није дебитовало на тој топ-листи или није дебитовало у/на тој држави/територији. | |                         |                         |                         |                         |                         |                         |                |

### Видео албуми
| Наслов албума                                                                                                | Детаљи албума                                                                                                 | Позиције на топ-листама | Позиције на топ-листама | Позиције на топ-листама | Позиције на топ-листама | Позиције на топ-листама | Позиције на топ-листама | Позиције на топ-листама | Позиције на топ-листама | Позиције на топ-листама | Позиције на топ-листама | Сертификат(и)                                              |
| Наслов албума                                                                                                | Детаљи албума                                                                                                 | УК видео                | АУС DVD                 | АУТ DVD                 | БЕЛ (Фландрија) DVD     | БЕЛ (Валонија) DVD      | ДАН DVD                 | ИРС DVD                 | ХОЛ DVD                 | ПОР DVD                 | САД видео               | Сертификат(и)                                              |
| --- | --- | ----------------------- | ----------------------- | ----------------------- | ----------------------- | ----------------------- | ----------------------- | ----------------------- | ----------------------- | ----------------------- | ----------------------- | ---------------------------------------------------------- |
| Coldplay Live 2003                                                                                           | - Датум објављивања: 4. новембар 2003. година - Издавачка кућа: Капитол, Парлофон - Формат(и): DVD            | —                       | —                       | 2                       | 8                       | —                       | —                       | —                       | 1                       | —                       | 1                       | - RIAA: 6× платинумски                                     |
| Coldplay Live 2012                                                                                           | - Датум објављивања: 19. новембар 2012. година - Издавачка кућа: Капитол, Парлофон - Формат(и): DVD, блу-реј  | 1                       | 1                       | —                       | 1                       | 1                       | 2                       | 2                       | 1                       | 1                       | 1                       | - BPI: 4× платинумски - AFP: златни - ARIA: 7× платинумски |
| Ghost Stories Live 2014                                                                                      | - Датум објављивања: 24. новембар 2014. година - Издавачка кућа: Парлофон, Атлантик - Формат(и): DVD, блу-реј | 2                       | —                       | —                       | 6                       | 3                       | —                       | —                       | 4                       | —                       | —                       | - BPI: златни                                              |
| Live in São Paulo                                                                                            | - Датум објављивања: 7. децембар 2018. година - Издавачка кућа: Парлофон - Формат(и): биће прецизирано        | —                       | —                       | —                       | —                       | —                       | —                       | —                       | —                       | —                       | —                       | —                                                          |
| "—" озачава издање које или није дебитовало на тој топ-листи или није дебитовало у/на тој држави/територији. | |                         |                         |                         |                         |                         |                         |                         |                         |                         |                         |                                                            |

## ЕПови
| Наслов ЕПа                                                                                                   | Детаљи ЕПа | Позиције на топ-листама | Позиције на топ-листама | Позиције на топ-листама | Позиције на топ-листама | Позиције на топ-листама | Позиције на топ-листама | Позиције на топ-листама | Позиције на топ-листама | Позиције на топ-листама | Позиције на топ-листама | Сертификат(и)  |
| Наслов ЕПа                                                                                                   | Детаљи ЕПа | УК                      | АУС                     | КАН                     | ФРА                     | НЕМ                     | ИРС                     | НОР                     | НЗЛ                     | ШВА                     | САД                     | Сертификат(и)  |
| --- | --- | ----------------------- | ----------------------- | ----------------------- | ----------------------- | ----------------------- | ----------------------- | ----------------------- | ----------------------- | ----------------------- | ----------------------- | -------------- |
| Safety | - Датум објављивања: 18. мај 1998. година - Формат(и): CD, касета                                                      | —                       | —                       | —                       | —                       | —                       | —                       | —                       | —                       | —                       | —                       |                |
| The Blue Room                                                                                                | - Датум објављивања: 11. октобар 1999. година - Издавачка кућа: Парлофон - Формат(и): CD, касета, 12"                  | —                       | —                       | —                       | —                       | —                       | —                       | —                       | —                       | —                       | —                       |                |
| Acoustic | - Датум објављивања: 29. октобар 2000. година - Издавачка кућа: Парлофон - Формат(и): CD, касета                       | —                       | —                       | —                       | —                       | —                       | —                       | —                       | —                       | —                       | —                       |                |
| Trouble – Norwegian Live EP                                                                                  | - Датум објављивања: 17 August 2001 - Издавачка кућа: Парлофон - Формат(и): CD, касета                                 | —                       | —                       | —                       | —                       | —                       | —                       | 3                       | —                       | —                       | —                       |                |
| Mince Spies                                                                                                  | - Датум објављивања: 2. децембар 2001. година - Издавачка кућа: Парлофон - Формат(и): CD                               | —                       | —                       | —                       | —                       | —                       | —                       | —                       | —                       | —                       | —                       |                |
| Remixes | - Датум објављивања: 21. јул 2003. година - Издавачка кућа: Парлофон - Формат(и): 12"                                  | —                       | —                       | —                       | —                       | —                       | —                       | —                       | —                       | —                       | —                       |                |
| Lost! | - Датум објављивања: 10. новембар 2008. година - Издавачка кућа: Парлофон, Капитол - Формат(и): CD, дигитални даунлоуд | —                       | —                       | —                       | —                       | —                       | —                       | —                       | —                       | —                       | —                       |                |
| Prospekt's March                                                                                             | - Датум објављивања: 21. новембар 2008. година - Издавачка кућа: Парлофон - Формат(и): CD, дигитални даунлоуд, 12"     | 38                      | 50                      | 18                      | —                       | 47                      | 36                      | —                       | —                       | —                       | 15                      | - BPI: сребрни |
| Every Teardrop Is a Waterfall                                                                                | - Датум објављивања: 26. јун 2011. година - Издавачка кућа: Парлофон - Формат(и): CD, дигитални даунлоуд               | —                       | —                       | —                       | —                       | —                       | —                       | —                       | —                       | —                       | —                       |                |
| iTunes Festival: London 2011                                                                                 | - Датум објављивања: 18. септембар 2011. година - Издавачка кућа: EMI - Формат(и): дигитални даунлоуд                  | —                       | —                       | —                       | —                       | —                       | —                       | —                       | —                       | —                       | —                       |                |
| Live in Madrid                                                                                               | - Датум објављивања: 31. октобар 2011. година - Издавачка кућа: EMI - Формат(и): дигитални даунлоуд                    | —                       | —                       | —                       | —                       | —                       | —                       | —                       | —                       | —                       | —                       |                |
| A Sky Full of Stars                                                                                          | - Датум објављивања: 29. јун 2014. година - Издавачка кућа: Парлофон - Формат(и): CD, дигитални даунлоуд               | —                       | —                       | —                       | —                       | —                       | —                       | —                       | —                       | —                       | —                       |                |
| Live from Spotify London                                                                                     | - Датум објављивања: 16. децембар 2016. година - Издавачка кућа: Парлофон - Формат(и): дигитални даунлоуд              | —                       | —                       | —                       | —                       | —                       | —                       | —                       | —                       | —                       | —                       |                |
| Kaleidoscope                                                                                                 | - Датум објављивања: 14. јул 2017. година - Издавачка кућа: Парлофон - Формат(и): CD, дигитални даунлоуд, 12"          | —                       | 56                      | 10                      | 2                       | 9                       | 4                       | 37                      | 12                      | 3                       | 15                      |                |
| "—" озачава издање које или није дебитовало на тој топ-листи или није дебитовало у/на тој држави/територији. | |                         |                         |                         |                         |                         |                         |                         |                         |                         |                         |                |

## Синглови
| Наслов сингла                                                                                                | Година издања | Позиције на топ-листама | Позиције на топ-листама | Позиције на топ-листама | Позиције на топ-листама | Позиције на топ-листама | Позиције на топ-листама | Позиције на топ-листама | Позиције на топ-листама | Позиције на топ-листама | Позиције на топ-листама | Сертификат(и) | Албум                                     |
| Наслов сингла                                                                                                | Година издања | УК                      | АУС                     | КАН                     | ФРА                     | НЕМ                     | ИРС                     | ХОЛ                     | НЗЛ                     | ШВА                     | САД                     | Сертификат(и) | Албум                                     |
| --- | ------------- | ----------------------- | ----------------------- | ----------------------- | ----------------------- | ----------------------- | ----------------------- | ----------------------- | ----------------------- | ----------------------- | ----------------------- | --- | ----------------------------------------- |
| "Brothers & Sisters"                                                                                         | 1999          | 92                      | —                       | —                       | —                       | —                       | —                       | —                       | —                       | —                       | —                       | | Није сингл са албума                      |
| "Shiver" | 2000          | 35                      | 57                      | —                       | —                       | —                       | —                       | 100                     | —                       | —                       | —                       | | Parachutes                                |
| "Yellow" | 2000          | 4                       | 5                       | —                       | 96                      | —                       | 9                       | 82                      | 23                      | —                       | 48                      | - BPI: платинумски - ARIA: платинумски - RIAA: златни | Parachutes                                |
| "Trouble" | 2000          | 10                      | —                       | —                       | 60                      | —                       | 16                      | 67                      | 36                      | 76                      | —                       | - BPI: сребрни | Parachutes                                |
| "Don't Panic"                                                                                                | 2001          | 130                     | 57                      | —                       | —                       | —                       | —                       | 83                      | —                       | —                       | —                       | | Parachutes                                |
| "In My Place"                                                                                                | 2002          | 2                       | 23                      | 2                       | 60                      | 65                      | 2                       | 56                      | 24                      | 37                      | —                       | - BPI: сребрни | A Rush of Blood to the Head               |
| "The Scientist"                                                                                              | 2002          | 10                      | 40                      | 16                      | 96                      | 26                      | 15                      | 20                      | —                       | 28                      | —                       | - BPI: платинумски - RIAA: златни | A Rush of Blood to the Head               |
| "Clocks" | 2003          | 9                       | 28                      | 7                       | 65                      | 50                      | 15                      | 2                       | 13                      | 71                      | 29                      | - BPI: златни - RIAA: златни | A Rush of Blood to the Head               |
| "God Put a Smile upon Your Face"                                                                             | 2003          | 100                     | 43                      | —                       | —                       | —                       | —                       | 65                      | 35                      | —                       | —                       | | A Rush of Blood to the Head               |
| "Moses" | 2003          | —                       | —                       | —                       | —                       | —                       | —                       | —                       | —                       | —                       | —                       | | Coldplay Live 2003                        |
| "2000 Miles"                                                                                                 | 2003          | —                       | —                       | —                       | —                       | —                       | —                       | —                       | —                       | —                       | —                       | | Sweet Tracks                              |
| "Speed of Sound"                                                                                             | 2005          | 2                       | 9                       | 2                       | 42                      | 19                      | 11                      | 6                       | 13                      | 22                      | 8                       | - BPI: сребрни - ARIA: златни - MC: златни - RIAA: златни | X&Y                                       |
| "Fix You" | 2005          | 4                       | 25                      | 4                       | 187                     | 65                      | 8                       | 54                      | 17                      | 53                      | 59                      | - BPI: 2× платинумски - ARIA: платинумски - RIAA: златни - RMNZ: платинумски | X&Y                                       |
| "Talk" | 2005          | 10                      | 20                      | 4                       | 34                      | 29                      | 18                      | 1                       | 20                      | 28                      | 86                      | | X&Y                                       |
| "The Hardest Part"                                                                                           | 2006          | —                       | 40                      | —                       | —                       | —                       | —                       | 39                      | 28                      | 44                      | —                       | | X&Y                                       |
| "What If" | 2006          | —                       | —                       | —                       | —                       | —                       | —                       | —                       | —                       | —                       | —                       | | X&Y                                       |
| "White Shadows"                                                                                              | 2007          | —                       | —                       | —                       | —                       | —                       | —                       | —                       | —                       | —                       | —                       | | X&Y                                       |
| "Violet Hill"                                                                                                | 2008          | 8                       | 9                       | 6                       | 36                      | 10                      | 13                      | 13                      | 5                       | 11                      | 40                      | - BPI: сребрни - ARIA: златни | Viva la Vida or Death and All His Friends |
| "Viva la Vida"                                                                                               | 2008          | 1                       | 2                       | 4                       | 7                       | 5                       | 3                       | 4                       | 16                      | 5                       | 1                       | - BPI: 2× платинумски - ARIA: платинумски - BVMI: златни - IFPI ШВЕ: платинумски - MC: златни - RIAA: 3× платинумски - RMNZ: платинумски                                        | Viva la Vida or Death and All His Friends |
| "Lovers in Japan"                                                                                            | 2008          | 131                     | —                       | 77                      | —                       | —                       | —                       | —                       | —                       | —                       | —                       | | Viva la Vida or Death and All His Friends |
| "Lost!" | 2008          | 54                      | —                       | 55                      | —                       | 73                      | —                       | —                       | —                       | 53                      | 94                      | | Viva la Vida or Death and All His Friends |
| "Lhuna" (у дуету са Кајли Миног)                                                                             | 2008          | —                       | —                       | —                       | —                       | —                       | —                       | —                       | —                       | —                       | —                       | | Није сингл са албума                      |
| "Life in Technicolor II"                                                                                     | 2009          | 28                      | 63                      | 92                      | —                       | —                       | 29                      | 30                      | —                       | 39                      | —                       | | Prospekt's March                          |
| "Strawberry Swing"                                                                                           | 2009          | 158                     | —                       | —                       | —                       | —                       | —                       | —                       | —                       | —                       | —                       | | Viva la Vida or Death and All His Friends |
| "Christmas Lights"                                                                                           | 2010          | 13                      | 32                      | 18                      | —                       | 26                      | 15                      | 2                       | 34                      | 10                      | 25                      | | Није сингл са албума                      |
| "Every Teardrop Is a Waterfall"                                                                              | 2011          | 6                       | 14                      | 9                       | 20                      | 24                      | 9                       | 1                       | 13                      | 6                       | 14                      | - BPI: златни - ARIA: платинумски | Mylo Xyloto                               |
| "Paradise"                                                                                                   | 2011          | 1                       | 3                       | 13                      | 5                       | 12                      | 2                       | 2                       | 3                       | 4                       | 15                      | - BPI: 2× платинумски - ARIA: 6× платинумски - BVMI: златни - MC: 3× платинумски - RIAA: платинумски - RMNZ: платинумски - SNEP: златни                                         | Mylo Xyloto                               |
| "Charlie Brown"                                                                                              | 2012          | 22                      | 78                      | —                       | 148                     | —                       | 20                      | —                       | —                       | —                       | —                       | - BPI: сребрни | Mylo Xyloto                               |
| "Princess of China" (са Ријаном)                                                                             | 2012          | 4                       | 16                      | 17                      | 24                      | 41                      | 5                       | 48                      | 8                       | 20                      | 20                      | - BPI: платинумски - ARIA: платинумски - RMNZ: златни | Mylo Xyloto                               |
| "Up with the Birds" / "U.F.O."                                                                               | 2012          | —                       | —                       | —                       | —                       | —                       | —                       | —                       | —                       | —                       | —                       | | Mylo Xyloto                               |
| "Hurts Like Heaven"                                                                                          | 2012          | 157                     | —                       | —                       | —                       | —                       | —                       | —                       | —                       | —                       | —                       | | Mylo Xyloto                               |
| "Up in Flames"                                                                                               | 2012          | —                       | —                       | —                       | —                       | —                       | —                       | —                       | —                       | —                       | —                       | | Mylo Xyloto                               |
| "Atlas" | 2013          | 12                      | 30                      | 33                      | 31                      | 19                      | 12                      | 3                       | 20                      | 10                      | 69                      | | The Hunger Games: Catching Fire саундтрек |
| "Magic" | 2014          | 10                      | 5                       | 13                      | 6                       | 14                      | 4                       | 2                       | 10                      | 5                       | 14                      | - BPI: платинумски - ARIA: 2× платинумски - IFPI ШВА: златни - MC: платинумски - RIAA: платинумски                                                                              | Ghost Stories                             |
| "Midnight"                                                                                                   | 2014          | 48                      | 25                      | 27                      | 5                       | 44                      | —                       | 8                       | 11                      | 19                      | 29                      | | Ghost Stories                             |
| "A Sky Full of Stars"                                                                                        | 2014          | 9                       | 2                       | 4                       | 3                       | 6                       | 3                       | 2                       | 2                       | 2                       | 10                      | - BPI: платинумски - ARIA: 2× платинумски - BVMI: златни - IFPI ШВА: платинумски - MC: 3× платинумски - RIAA: 2× платинумски - RMNZ: златни - SNEP: златни                      | Ghost Stories                             |
| "True Love"                                                                                                  | 2014          | 180                     | —                       | —                       | 146                     | —                       | —                       | —                       | —                       | —                       | —                       | | Ghost Stories                             |
| "Ink" | 2014          | 156                     | —                       | —                       | —                       | —                       | —                       | 68                      | —                       | —                       | —                       | | Ghost Stories                             |
| "Miracles"                                                                                                   | 2014          | 95                      | —                       | —                       | 153                     | —                       | —                       | —                       | —                       | —                       | —                       | | Несаломиви саундтрек                      |
| "Adventure of a Lifetime"                                                                                    | 2015          | 7                       | 20                      | 11                      | 2                       | 5                       | 8                       | 11                      | 12                      | 3                       | 13                      | - BPI: 2× платинумски - ARIA: златни - BVMI: златни - IFPI ШВА: златни - MC: 2× платинумски - RIAA: 2× платинумски - RMNZ: платинумски - SNEP: златни                           | A Head Full of Dreams                     |
| "Hymn for the Weekend"                                                                                       | 2016          | 6                       | 24                      | 32                      | 3                       | 11                      | 7                       | 16                      | 43                      | 7                       | 25                      | - BPI: 2× платинумски - ARIA: платинумски - BVMI: платинумски - IFPI ШВА: 2× платинумски - MC: 3× платинумски - RIAA: 2× платинумски - RMNZ: златни                             | A Head Full of Dreams                     |
| "Up & Up" | 2016          | 71                      | 74                      | —                       | 161                     | 79                      | 95                      | 65                      | —                       | 32                      | —                       | - BPI: сребрни | A Head Full of Dreams                     |
| "A Head Full of Dreams"                                                                                      | 2016          | 173                     | —                       | —                       | 156                     | —                       | —                       | 60                      | —                       | —                       | —                       | | A Head Full of Dreams                     |
| "Everglow"                                                                                                   | 2016          | 52                      | 93                      | 66                      | 28                      | 42                      | 55                      | 25                      | —                       | 16                      | —                       | - BPI: златни - MC: златни | A Head Full of Dreams                     |
| "Something Just Like This" (са групом The Chainsmokers)                                                      | 2017          | 2                       | 2                       | 3                       | 6                       | 4                       | 3                       | 6                       | 5                       | 3                       | 3                       | - BPI: 2× платинумски - ARIA: 8× платинумски - BVMI: 2× платинумски - IFPI ШВА: платинумски - MC: 6× платинумски - RIAA: 5× платинумски - RMNZ: платинумски - SNEP: дијамантски | Memories...Do Not Open и Kaleidoscope     |
| "Miracles (Someone Special)" (са Биг Шоном)                                                                  | 2017          | 54                      | —                       | —                       | 72                      | —                       | 98                      | —                       | —                       | 45                      | —                       | | Kaleidoscope                              |
| "—" озачава издање које или није дебитовало на тој топ-листи или није дебитовало у/на тој држави/територији. |               |                         |                         |                         |                         |                         |                         |                         |                         |                         |                         | |                                           |

### Промоциони синглови
| Налов сингла                                                                                                 | Година издања | Позиције на топ-листама | Позиције на топ-листама | Позиције на топ-листама | Позиције на топ-листама | Позиције на топ-листама | Позиције на топ-листама | Позиције на топ-листама | Албум               |
| Налов сингла                                                                                                 | Година издања | УК                      | КАН                     | ФРА                     | ИРС                     | НЗЛ                     | ШВА                     | САД                     | Албум               |
| --- | ------------- | ----------------------- | ----------------------- | ----------------------- | ----------------------- | ----------------------- | ----------------------- | ----------------------- | ------------------- |
| "A Spell a Rebel Yell"                                                                                       | 2008          | —                       | —                       | —                       | —                       | —                       | —                       | —                       | "Violet Hill" сингл |
| "Hypnotised"                                                                                                 | 2017          | 70                      | 81                      | 21                      | 100                     | —                       | 45                      | —                       | Kaleidoscope        |
| "All I Can Think About Is You"                                                                               | 2017          | —                       | —                       | 116                     | —                       | —                       | —                       | —                       | Kaleidoscope        |
| "Aliens" | 2017          | —                       | —                       | 87                      | —                       | —                       | —                       | —                       | Kaleidoscope        |
| "—" озачава издање које или није дебитовало на тој топ-листи или није дебитовало у/на тој држави/територији. |               |                         |                         |                         |                         |                         |                         |                         |                     |

## Друге позициониране песме
| Наслов песме                                                                                                 | Година издања | Позиције на топ-листама | Позиције на топ-листама | Позиције на топ-листама | Позиције на топ-листама | Позиције на топ-листама | Позиције на топ-листама | Позиције на топ-листама | Позиције на топ-листама | Позиције на топ-листама | Позиције на топ-листама | Албум                                     |
| Наслов песме                                                                                                 | Година издања | УК                      | АУС                     | БЕЛ (Фландрија)         | КАН                     | ФРА                     | ИРС                     | ХОЛ                     | ШВА                     | САД                     | САД рок                 | Албум                                     |
| --- | ------------- | ----------------------- | ----------------------- | ----------------------- | ----------------------- | ----------------------- | ----------------------- | ----------------------- | ----------------------- | ----------------------- | ----------------------- | ----------------------------------------- |
| "Life in Technicolor"                                                                                        | 2008          | 112                     | —                       | 50                      | 92                      | —                       | —                       | —                       | —                       | —                       | —                       | Viva la Vida or Death and All His Friends |
| "Cemeteries of London"                                                                                       | 2008          | 134                     | —                       | —                       | —                       | —                       | —                       | —                       | —                       | —                       | —                       | Viva la Vida or Death and All His Friends |
| "Death and All His Friends"                                                                                  | 2008          | 183                     | —                       | —                       | —                       | —                       | —                       | —                       | —                       | —                       | —                       | Viva la Vida or Death and All His Friends |
| "42" | 2008          | 123                     | —                       | —                       | —                       | —                       | —                       | —                       | —                       | —                       | —                       | Viva la Vida or Death and All His Friends |
| "Glass of Water"                                                                                             | 2008          | 134                     | —                       | —                       | 92                      | —                       | —                       | —                       | —                       | —                       | —                       | Prospekt's March                          |
| "Prospekt's March/Poppyfields"                                                                               | 2008          | 182                     | —                       | —                       | —                       | —                       | —                       | —                       | —                       | —                       | —                       | Prospekt's March                          |
| "Lost+" (у дуету са Џеј Зијем)                                                                               | 2008          | —                       | —                       | 34                      | —                       | —                       | 22                      | 39                      | —                       | 40                      | —                       | Prospekt's March                          |
| "The Goldrush"                                                                                               | 2009          | 139                     | —                       | —                       | —                       | —                       | —                       | —                       | —                       | —                       | —                       | "Life in Technicolor II" сингл            |
| "A Message 2010"                                                                                             | 2010          | 88                      | —                       | 49                      | 57                      | —                       | —                       | —                       | —                       | —                       | —                       | Hope for Haiti Now                        |
| "Moving to Mars"                                                                                             | 2011          | 163                     | 71                      | 49                      | 64                      | 70                      | —                       | —                       | —                       | 90                      | —                       | Every Teardrop Is a Waterfall             |
| "Major Minus"                                                                                                | 2011          | 133                     | 72                      | —                       | 68                      | 71                      | —                       | —                       | —                       | 92                      | —                       | Every Teardrop Is a Waterfall             |
| "Us Against the World"                                                                                       | 2011          | —                       | —                       | —                       | —                       | —                       | —                       | —                       | —                       | —                       | —                       | Mylo Xyloto                               |
| "Don't Let It Break Your Heart"                                                                              | 2011          | —                       | —                       | —                       | —                       | —                       | —                       | —                       | —                       | —                       | —                       | Mylo Xyloto                               |
| "Always in My Head"                                                                                          | 2014          | 124                     | —                       | —                       | —                       | 111                     | —                       | —                       | —                       | —                       | 50                      | Ghost Stories                             |
| "Another's Arms"                                                                                             | 2014          | 70                      | —                       | —                       | —                       | 83                      | 74                      | —                       | 52                      | —                       | —                       | Ghost Stories                             |
| "O" | 2014          | 108                     | —                       | —                       | —                       | 107                     | —                       | —                       | —                       | —                       | 21                      | Ghost Stories                             |
| "Wish I Was Here" (са Кет Пауером)                                                                           | 2014          | —                       | —                       | —                       | —                       | —                       | —                       | —                       | —                       | —                       | —                       | Wish I Was Here саундтрек                 |
| "Birds" | 2015          | 156                     | —                       | —                       | —                       | —                       | —                       | 83                      | —                       | —                       | 31                      | A Head Full of Dreams                     |
| "Fun" (у дуету са Тоув Ло)                                                                                   | 2015          | 164                     | —                       | —                       | —                       | 118                     | —                       | 86                      | —                       | —                       | 28                      | A Head Full of Dreams                     |
| "Army of One"                                                                                                | 2015          | 198                     | —                       | —                       | —                       | 165                     | —                       | —                       | —                       | —                       | 34                      | A Head Full of Dreams                     |
| "Amazing Day"                                                                                                | 2015          | —                       | —                       | —                       | —                       | —                       | —                       | —                       | —                       | —                       | 46                      | A Head Full of Dreams                     |
| "—" озачава издање које или није дебитовало на тој топ-листи или није дебитовало у/на тој држави/територији. |               |                         |                         |                         |                         |                         |                         |                         |                         |                         |                         |                                           |

## Друга појављивања
| Наслов песме                    | Година издања | Други извођач(и) | Албум                                                       |
| ------------------------------- | ------------- | ---------------- | ----------------------------------------------------------- |
| "Trouble" (акустична верзија)   | 2001          | Нема             | 2 Meter Sessies, Vol. 10                                    |
| "How You See the World No. 2"   | 2005          | Нема             | Help!: A Day in the Life                                    |
| "In the Sun" (уживо)            | 2006          | Мајкл Стајп      | In the Sun                                                  |
| "A Message 2010"                | 2010          | Нема             | Hope for Haiti Now                                          |
| "Wish I Was Here"               | 2014          | Кет Пауер        | Wish I Was Here                                             |
| "We All Fall in Love Sometimes" | 2018          | Нема             | Revamp: Reimagining the Songs of Elton John & Bernie Taupin |

### Видео албуми
| Наслов албума                                                                                                | Детаљи албума                                                                     | Позиције на топ-листама | Позиције на топ-листама | Позиције на топ-листама | Позиције на топ-листама | Позиције на топ-листама | Сертификат(и) |
| Наслов албума                                                                                                | Детаљи албума                                                                     | УК                      | АУС                     | БЕЛ (Валонија)          | ИТА                     | ХОЛ                     | Сертификат(и) |
| --- | --------------------------------------------------------------------------------- | ----------------------- | ----------------------- | ----------------------- | ----------------------- | ----------------------- | ------------- |
| A Head Full of Dreams                                                                                        | - Датум објављивања: 14. новембар 2018. година - Издавачка кућа: – - Формат(и): – | —                       | —                       | —                       | —                       | —                       |               |
| "—" озачава издање које или није дебитовало на тој топ-листи или није дебитовало у/на тој држави/територији. |                                                                                   |                         |                         |                         |                         |                         |               |

### Музички видео-спотови
| Наслов видеа                                                           | Година издања | Продуцент(и)                |
| ---------------------------------------------------------------------- | ------------- | --------------------------- |
| "Bigger Stronger"                                                      | 1999          | Мет Вајткрос                |
| "Shiver"                                                               | 2000          | Грант Ги                    |
| "Yellow"                                                               | 2000          | James & Alex                |
| "Trouble" (верзија један)                                              | 2000          | Софи Милер                  |
| "Trouble" (верзија два)                                                | 2000          | Тим Хоуп                    |
| "Don't Panic"                                                          | 2001          | Тим Хоуп                    |
| "In My Place"                                                          | 2002          | Софи Милер                  |
| "The Scientist"                                                        | 2002          | Џејми Травес                |
| "Clocks"                                                               | 2003          | Доминик Лонг                |
| "God Put a Smile upon Your Face"                                       | 2003          | Џејми Травес                |
| "Speed of Sound"                                                       | 2005          | Марк Романек                |
| "Fix You"                                                              | 2005          | Софи Милер                  |
| "Talk"                                                                 | 2005          | Антон Корбијн               |
| "The Hardest Part"                                                     | 2006          | Мери Вигмор                 |
| "Violet Hill" (верзија један)                                          | 2008          | Аса Мадер                   |
| "Violet Hill" (верзија два)                                            | 2008          | Мет Вајткрос                |
| "Viva la Vida" (верзија један)                                         | 2008          | Хајп Вилијамс               |
| "Viva la Vida" (верзија два)                                           | 2008          | Антон Корбијн               |
| "Lost!"                                                                | 2008          | Мет Вајткрос                |
| "Lost+" (у дуету са Џеј Зијем)                                         | 2008          | Мет Вајткрос                |
| "Lovers in Japan"                                                      | 2008          | Мет Вајткрос                |
| "Lost?"                                                                | 2008          | Пол О'Брајен                |
| "Life in Technicolor II"                                               | 2009          | Дугал Вилсон                |
| "Strawberry Swing"                                                     | 2009          | Шајнола                     |
| "Christmas Lights"                                                     | 2010          | Мет Вајткрос                |
| "Every Teardrop Is a Waterfall"                                        | 2011          | Мет Вајткрос                |
| "Paradise"                                                             | 2011          | Мет Вајткрос                |
| "Charlie Brown"                                                        | 2012          | Мет Вајткрос                |
| "Princess of China" (са Ријаном)                                       | 2012          | Адрија Пити, Алан Биби      |
| "Hurts Like Heaven"                                                    | 2012          | Марк Озборн                 |
| "Midnight"                                                             | 2014          | Мери Вигмор                 |
| "Magic"                                                                | 2014          | Јонас Акерлунд              |
| "Always in My Head"                                                    | 2014          | Алсдајр Брадерсон, Џок Мани |
| "A Sky Full of Stars" (верзија један)                                  | 2014          | Мет Вајткрос                |
| "A Sky Full of Stars" (верзија два)                                    | 2014          | Мет Кларк, Крис Девенпорт   |
| "True Love"                                                            | 2014          | Јонас Акерлунд              |
| "All Your Friends"                                                     | 2014          | Колдплеј                    |
| "Ink"                                                                  | 2014          | Метју Енсина                |
| "Ghost Story"                                                          | 2014          | Колдплеј                    |
| "Adventure of a Lifetime"                                              | 2015          | Мет Вајткрос                |
| "Birds"                                                                | 2016          | Маркус Хани                 |
| "Hymn for the Weekend"                                                 | 2016          | Бен Мор                     |
| "Up & Up"                                                              | 2016          | Ванија Хејман, Гал Мађија   |
| "A Head Full of Dreams"                                                | 2016          | Маркус Хани                 |
| "Everglow"                                                             | 2016          | Бен Мор                     |
| "Amazing Day"                                                          | 2017          | Колдплеј                    |
| "Something Just Like This" (Токио Ремикс) (са групом The Chainsmokers) | 2017          | Мет Вајткрос                |

## Продуциране песме

### Песме
| Наслов песме                            | Албум(и) / Сингл(ови)                                                                    | Датум објављивања          | Напомена/е |
| --------------------------------------- | ---------------------------------------------------------------------------------------- | -------------------------- | --- |
| "1.36"                                  | "The Scientist"                                                                          | 14. август 2002. година    | |
| "42"                                    | Viva la Vida or Death and All His Friends                                                | 12. јун 2008. година       | Првобитно нааловљена као "Thought You Might be a Ghost" током ранијих сесија са албума Viva la Vida or Death and All His Friends. |
| "A Head Full of Dreams"                 | A Head Full of Dreams                                                                    | 12. новембар 2015. година  | |
| "A Hopeful Transmission"                | Mylo Xyloto                                                                              | 17. април 2012. година     | Служила је као инструментални увод песме "Don't Let It Break Your Heart". |
| "A L I E N S"                           | Kaleidoscope                                                                             | 14. јул 2017. година       | |
| "A Message"                             | X&Y                                                                                      | 6. јун 2005. година        | |
| "A Message 2010"                        | Hope for Haiti Now                                                                       | 2010. година               | Новија верзија песме "A Message" снимена 2010. године са другачијим текстом у односу на претходну верзију. Песма је постављена на плеј-листу албума Hope for Haiti Now.                                                                    |
| "A Rush of Blood to the Head"           | A Rush of Blood to the Head                                                              | 9. април 2001. година      | |
| "A Sky Full of Stars"                   | Ghost Stories / A Sky Full of Stars ЕП                                                   | 21. март 2014. година      | |
| "A Spell a Rebel Yell"                  | "Violet Hill"                                                                            | 6. мај 2008. година        | |
| "A Whisper"                             | A Rush of Blood to the Head                                                              | 4. септембар 2002. година  | |
| "Adventure of a Lifetime"               | A Head Full of Dreams                                                                    | 6. новембар 2015. година   | |
| "All I Can Think About Is You"          | Kaleidoscope                                                                             | 19. април 2017. година     | |
| "All Your Friends"                      | Ghost Stories (Таргет делукс едиција) / A Sky Full of Stars ЕП                           | 19. мај 2014. година       | |
| "Always in My Head"                     | Ghost Stories                                                                            | 11. март 2014. година      | |
| "Amazing Day"                           | A Head Full of Dreams                                                                    | 26. септембар 2015. година | |
| "Amsterdam"                             | A Rush of Blood to the Head                                                              | 7. август 2001. година     | |
| "Animals"                               | "Clocks"                                                                                 | 2. октобар 2000. година    | |
| "Another's Arms"                        | Ghost Stories                                                                            | 11. март 2014. година      | |
| "Amor Argentina"                        | Live in Buenos Aires                                                                     | 14. новембар 2017. година  | Песма је направљена у част Аргентине. Извођена је на последња два одржана концерта Колдплеја у Буенос Ајресу. |
| "Army of One"                           | A Head Full of Dreams                                                                    | 31. март 2015. година      | |
| "Atlas"                                 | "Atlas"                                                                                  | 21. октобар 2013. година   | Песма са албума The Hunger Games: Catching Fire – Original Motion Picture Soundtrack. |
| "Bigger Stronger"                       | Safety / The Blue Room                                                                   | 25. мај 1998. година       | |
| "Julia Wunder"                          | A Head Full of Dreams                                                                    | 1. фебруар 2015. година    | |
| "Birds"                                 | A Head Full of Dreams                                                                    | 31. март 2015. година      | |
| "Brasileiros"                           | Live In São Paulo                                                                        | 2017. година               | |
| "Brothers & Sisters"                    | "Brothers & Sisters" / "Trouble"                                                         | 3. јануар 1999. година     | Песма је реиздата као верзија укључена на бе-страни песме "Trouble". |
| "Careful Where You Stand"               | Parachutes / Acoustic / "Shiver"                                                         | 7. јануар 1999. година     | |
| "Cemeteries of London"                  | Viva la Vida or Death and All His Friends                                                | 1. септембар 2008. година  | |
| "Charlie Brown"                         | Mylo Xyloto                                                                              | 31. мај 2011. година       | |
| "Chinese Sleep Chant"                   | Viva la Vida or Death and All His Friends                                                | 2. јун 2008. година        | Укључује скривену композицију праћену песмом "Yes". |
| "Christmas Lights"                      | "Christmas Lights"                                                                       | 8. децембар 2010. година   | |
| "Clocks"                                | A Rush of Blood to the Head                                                              | 19. јун 2002. година       | |
| "Colour Spectrum"                       | A Head Full of Dreams                                                                    | 4. децембар 2015. година   | Песма је компонована за различите семплове осталих песама које су укључене на студијском албуму "A Head Full of Dreams". |
| "Crests of Waves"                       | "Clocks"                                                                                 | 2. април 2003. година      | |
| "Daylight"                              | A Rush of Blood to the Head                                                              | 19. јун 2002. година       | |
| "Death and All His Friends"             | Viva la Vida or Death and All His Friends                                                | 14. јул 2008. година       | |
| "Death Will Never Conquer"              | "Viva la Vida" / Viva la Vida or Death and All His Friends                               | 13. јун 2008. година       | |
| "Don't Let It Break Your Heart"         | Mylo Xyloto                                                                              | 17. април 2012. година     | |
| "Don't Panic"                           | The Blue Room / Parachutes                                                               | 16. јануар 1998. година    | Песма укључује главне вокале главног гитаристе бенда Џонија Бакленда. |
| "Easy to Please"                        | "Brothers & Sisters"                                                                     | 26. април 1999. година     | |
| "Everglow"                              | A Head Full of Dreams                                                                    | 17. новембар 2015. година  | |
| "Every Teardrop Is a Waterfall"         | Mylo Xyloto                                                                              | 31. мај 2011. година       | |
| "Everything's Not Lost"                 | Parachutes                                                                               | 17. јануар 2000. година    | |
| "Fix You"                               | X&Y                                                                                      | 4. март 2005. година       | |
| "Fly On"                                | Ghost Stories                                                                            | 21. март 2014. година      | Укључује скривену композицију песме "O". |
| "For You"                               | Parachutes / "Shiver"                                                                    | 6. март 2000. година       | |
| "Fun"                                   | A Head Full of Dreams                                                                    | 4. децембар 2015. година   | Песма Колдплеја у дуету са Тоув Ло. |
| "Ghost Story"                           | Ghost Stories (Таргет делукс едиција) / A Sky Full of Stars ЕП                           | 19. мај 2014. година       | |
| "Glass of Water"                        | Prospekt's March                                                                         | 4. октобар 2008. година    | |
| "God Put a Smile upon Your Face"        | A Rush of Blood to the Head                                                              | 9. април 2001. година      | |
| "Gravity"                               | "Talk"                                                                                   | 21. новембар 2002. година  | |
| "Green Eyes"                            | A Rush of Blood to the Head                                                              | 4. септембар 2002. година  | |
| "Help Is Round the Corner"              | "Yellow"                                                                                 | 17. јануар 2000. година    | |
| "High Speed"                            | The Blue Room / Parachutes                                                               | 16. јануар 1998. година    | |
| "Houston #1"                            | A Head Full of Dreams Tour                                                               | 28. август 2017. година    | Песма направљена у част жртава настрадалих у урагану Харви у Хјустону. Извођена је само једном током концерта у Мајамију. |
| "How You See the World"                 | X&Y                                                                                      | 6. јун 2005. година        | Песма је била укључена на само неким јапанским издањима. |
| "How You See the World No. 2"           | Help!: A Day in the Life / "The Hardest Part"                                            | 26. октобар 2005. година   | |
| "Hurts Like Heaven"                     | Mylo Xyloto                                                                              | 31. мај 2011. година       | |
| "Hymn for the Weekend"                  | A Head Full of Dreams                                                                    | 10. септембар 2015. година | Укључује бек бокале певачице Бијонсе. |
| "Hypnotised"                            | Kaleidoscope                                                                             | 18. јул 2017. година       | |
| "I Bloom Blaum"                         | "In My Place"                                                                            | 31. јул 2002. година       | |
| "I Ran Away"                            | "The Scientist"                                                                          | 4. новембар 2002. година   | |
| "In My Place"                           | A Rush of Blood to the Head                                                              | 2. октобар 2000. година    | |
| "Ink"                                   | Ghost Stories                                                                            | 21. март 2014. година      | |
| "Kaleidoscope"                          | A Head Full of Dreams                                                                    | 31. март 2016. година      | Семпл вокали бившег председника Сједињених Америчких Држава Барака Обаме. |
| "Lhuna"                                 | "Lhuna"                                                                                  | 1. децембар 2008. година   | Песма Колдплеја у дуету са Кајли Миног. |
| "Life in Technicolor"                   | Viva la Vida or Death and All His Friends                                                | 13. јун 2008. година       | |
| "Life in Technicolor II"                | Prospekt's March                                                                         | 1. децембар 2008. година   | |
| "Life Is Beautiful"                     | A Head Full of Dreams Tour                                                               | 8. октобар 2017. година    | Први пут је изведена уживо у Сан Дијегу у част жртвама које су страдале у мексичком земљотресу. Сва зарада од продаје сингла је уплаћена на у хуманитарне сврхе и за реконструкцију градова који су били погођени земљотресом, у Мексику . |
| "Life Is for Living"                    | Parachutes                                                                               | 19. јун 2002. година       | Укључујући скривену песму праћену композицијом "Everything's Not Lost". |
| "Lost!"                                 | Viva la Vida or Death and All His Friends                                                | 13. јун 2008. година       | |
| "Lost?"                                 | "Lost!"                                                                                  | 9. фебруар 2009. година    | Акустична верзија |
| "Lost+"                                 | "Lost!" / Prospekt's March                                                               | 16. септембар 2009. година | Песма Колдплеја у дуету са Џеј-Зијем. |
| "Lost-"                                 | "Lost!"                                                                                  | 10. новембар 2008. година  | Инструментална верзија |
| "Lovers in Japan"                       | Viva la Vida or Death and All His Friends                                                | 2008. година               | |
| "Lovers in Japan (Osaka Sun Mix)"       | Prospekt's March                                                                         | 2. јун 2008. година        | |
| "Low"                                   | X&Y                                                                                      | 6. април 2005. година      | |
| "Magic"                                 | Ghost Stories                                                                            | 11. март 2014. година      | Песма је објављена 3. марта као први сингл са албума Ghost Stories. |
| "Major Minus"                           | "Every Teardrop Is a Waterfall" / Mylo Xyloto                                            | 31. мај 2011. година       | |
| "Midnight"                              | Ghost Stories                                                                            | 11. март 2014. година      | |
| "Miracles"                              | Unbroken – Original Motion Picture Soundtrack / A Head Full of Dreams — јапанска едиција | 15. децембар 2014. година  | |
| "Miracles (Someone Special)"            | Kaleidoscope                                                                             | 4. јул 2017. година        | Песма Колдплеја и Биг Шона. |
| "M.M.I.X."                              | Mylo Xyloto                                                                              | 31. мај 2011. година       | Служи као инструментални увод песме "Every Teardrop Is a Waterfall". |
| "Mooie Ellebogen"                       | "Clocks"                                                                                 | 5. новембар 2002. година   | Кратка песма написана на холандском језику први пут је била изведена 2003. године. Песма је објављена на холандском тржишту под насловом "Clocks".                                                                                         |
| "Moses"                                 | Coldplay Live 2003                                                                       | 5. новембар 2002. година   | Само је уживо верзија ове песме била објављена. |
| "Moving to Mars"                        | "Every Teardrop Is a Waterfall"                                                          | 22. јул 2011. година       | |
| "Murder"                                | "God Put a Smile upon Your Face"                                                         | 23. април 2001. година     | |
| "Mylo Xyloto"                           | Mylo Xyloto                                                                              | 31. мај 2011. година       | Служи као инструментални увод за песму "Hurts Like Heaven". |
| "No More Keeping My Feet on the Ground" | Safety / "Yellow"                                                                        | 25. мај 1998. година       | |
| "Now My Feet Won't Touch the Ground"    | Prospekt's March                                                                         | 21. новембар 2008. година  | |
| "O"                                     | Ghost Stories                                                                            | 21. март 2014. година      | |
| "#Композиција\|O (реприза)"             | Ghost Stories (Таргет делукс едиција) / A Sky Full of Stars ЕП                           | 21. март 2014. година      | |
| "Oceans"                                | Ghost Stories                                                                            | 21. март 2014. година      | |
| "Ode to Deodorant"                      | Ode to Deodorant]]"                                                                      | 16. јануар 1998. година    | Released on cassette along with "Brothers & Sisters". |
| "One I Love"                            | "In My Place"                                                                            | 19. јун 2002. година       | |
| "Only Superstition"                     | "Brothers & Sisters"                                                                     | 2. септембар 1998. година  | |
| "Parachutes"                            | Parachutes                                                                               | 17. јануар 2000. година    | |
| "Paradise"                              | Mylo Xyloto                                                                              | 9. септембар 2011. година  | |
| "Prospekt's March"                      | Prospekt's March                                                                         | 19. новембар 2008. година  | Укључујуће дупли сингл објављен на ЕПу Prospekt's March поред композиције "Poppyfields". |
| "Politik"                               | A Rush of Blood to the Head                                                              | 19. јун 2002. година       | Песма је била компонована 11. септембра 2011. године под именом "9/11" |
| "Poppyfields"                           | Prospekt's March                                                                         | 21. новембар 2008. година  | Укључује дупли сингл објаљен на ЕПу "Prospekt's March". |
| "Postcards from Far Away"               | Prospekt's March                                                                         | 30. септембар 2008. година | Служи као инструментални увод. |
| "Pour Me"                               | "Fix You"                                                                                | 24. јануар 2003. година    | Само је уживо верзија песме била објављена. Песма је снимана у Холивудбоулу 2. јуна 2003. године. |
| "Princess of China"                     | Mylo Xyloto                                                                              | 31. мај 2011. година       | Песма Колдплеја и Ријане која такође укључује семплове песме "Takk..." извођача Сигура Роса. |
| "Proof"                                 | "Speed of Sound"                                                                         | 3. март 2003. година       | |
| "Rainy Day"                             | Prospekt's March                                                                         | 21. новембар 2008. година  | |
| "Reign of Love"                         | Viva la Vida or Death and All His Friends                                                | 13. јун 2008. година       | Дели песму са композицијом "Lovers in Japan". |
| "See You Soon"                          | The Blue Room / Acoustic                                                                 | 26. април 2001. година     | |
| "Shiver"                                | Parachutes                                                                               | 3. јануар 1999. година     | |
| "Sleeping Sun"                          | "Talk"                                                                                   | 19. децембар 2005. година  | |
| "Sparks"                                | Parachutes / Acoustic                                                                    | 1. март 1999. година       | |
| "Speed of Sound"                        | X&Y                                                                                      | 4. март 2005. година       | |
| "Something Just Like This"              | Kaleidoscope                                                                             | 22. фебруар 2017. година   | Песма Колдплеја са групом The Chainsmokers која је такође укључена и на њиховом студијском албуму "Memories...Do Not Open". |
| "Spies"                                 | Parachutes                                                                               | 1. март 1999. година       | |
| "Square One"                            | X&Y                                                                                      | 4. март 2005. година       | |
| "Strawberry Swing"                      | Viva la Vida or Death and All His Friends                                                | 13. јун 2008. година       | |
| "Such a Rush"                           | Safety / The Blue Room                                                                   | 14. март 1998. година      | |
| "Swallowed in the Sea"                  | X&Y                                                                                      | 15. јун 2005. година       | |
| "Talk"                                  | X&Y                                                                                      | 28. јун 2005. година       | Семплови песме "Computer Love" групе Крафтверк. |
| "The Escapist"                          | Viva la Vida or Death and All His Friends                                                | 18. јул 2008. година       | Укључује скривену песму праћену "The Escapist" као и семпл за песму "Light Through the Veins" извођача Џона Хопкинса. |
| "The Goldrush"                          | "Life in Technicolor II"                                                                 | 2. фебруар 2009. година    | Укључује главне вокале бубњара Вила Чемпиона. |
| "The Hardest Part"                      | X&Y                                                                                      | 3. август 2005. година     | |
| "The Scientist"                         | A Rush of Blood to the Head                                                              | 19. јун 2002. година       | |
| "The World Turned Upside Down"          | "Fix You"                                                                                | 5. септембар 2005. година  | |
| "Things I Don't Understand"             | "Speed of Sound"                                                                         | 23. мај 2005. година       | |
| "Til Kingdom Come"                      | X&Y                                                                                      | 6. април 2005. година      | Укључујуће скривену песму која је искључена са албума. |
| "Trouble"                               | Parachutes                                                                               | 1. март 1999. година       | |
| "True Love"                             | Ghost Stories                                                                            | 21. март 2014. година      | |
| "Twisted Logic"                         | X&Y                                                                                      | 6. јун 2005. година        | |
| "U.F.O."                                | Mylo Xyloto / "Up with the Birds"                                                        | 21. април 2012. година     | |
| "Up in Flames"                          | Mylo Xyloto                                                                              | 15. септембар 2011. година | |
| "Up with the Birds"                     | Mylo Xyloto                                                                              | 21. април 2012. година     | |
| "Up&Up"                                 | A Head Full of Dreams                                                                    | 21. новембар 2015. година  | |
| "Us Against the World"                  | Mylo Xyloto                                                                              | 31. мај 2011. година       | |
| "Violet Hill"                           | Viva la Vida or Death and All His Friends                                                | 1. јун 2008. година        | |
| "Viva la Vida"                          | Viva la Vida or Death and All His Friends                                                | 1. јун 2008. година        | |
| "Warning Sign"                          | A Rush of Blood to the Head                                                              | 1. јун 2001. година        | |
| "We Never Change"                       | Parachutes                                                                               | 1. март 1999. година       | |
| "What If"                               | X&Y                                                                                      | 1. март 2005. година       | |
| "White Shadows"                         | X&Y                                                                                      | 4. март 2005. година       | |
| "Wish I Was Here"                       | Wish I Was Here саундтрек                                                                | 2014. година               | Са Кет Пауером |
| "X Marks the Spot"                      | A Head Full of Dreams                                                                    | 4. децембар 2015. година   | Укључује скривену песму праћену песмом "Army of One". |
| "X&Y"                                   | X&Y                                                                                      | 6. април 2005. година      | |
| "Yellow"                                | Parachutes                                                                               | 1. март 1999. година       | Песма је бенд учинила популарним и познатим. |
| "Yes"                                   | Viva la Vida or Death and All His Friends                                                | 13. јун 2008. година       | |

### Кавери

#### Објављени
| Наслов                                   | Албум                                 | Година издања | Оригинални извођач  |
| ---------------------------------------- | ------------------------------------- | ------------- | ------------------- |
| "2000 Miles"                             | Sweet Tracks                          | 2003          | The Pretenders      |
| "Bitter Sweet Symphony"                  | Live 8                                | 2005          | The Verve           |
| "Have Yourself a Merry Little Christmas" | Mince Spies                           | 2001          | Џуди Гарланд        |
| "In the Sun" (са Мајклом Стајпом)        | In the Sun                            | 2005          | Џозеф Артур         |
| "Lips Like Sugar"                        | "The Scientist"                       | 2002          | Echo & the Bunnymen |
| "Ring of Fire"                           | How We Saw The World (Part One)       | 2006          | Џони Кеш            |
| "We Can Work It Out"                     | A MusiCares Tribute To Paul McCartney | 2015          | Битлси              |
| "You Only Live Twice"                    | "Don't Panic"                         | 2001          | Ненси Синатра       |
| "We All Fall in Love Sometime"           | Revamp & Restoration                  | 2018          | Елтон Џон           |

#### Извођени
| Наслов                                                                    | Година прве изведбе | Оригинални извођач            |
| ------------------------------------------------------------------------- | ------------------- | ----------------------------- |
| "(Sittin' On) The Dock of the Bay"                                        | 2002                | Отис Ридинг                   |
| "All the Things She Said"                                                 | 2003                | t.A.T.u.                      |
| "Back For Good"                                                           | 2008                | Take That                     |
| "Barbie Girl"                                                             | 2002                | Аква                          |
| "Beach Chair" (са Џеј-Зијем)                                              | 2007                | Џеј-Зи                        |
| "Billie Jean"                                                             | 2009                | Мајкл Џексон                  |
| "Boys That Sing"                                                          | 2016                | Вајола Бич                    |
| "Can't Get You Out of My Head"                                            | 2005                | Кајли Миног                   |
| "Crawling"                                                                | 2017                | Линкин парк                   |
| "De Música Ligera"                                                        | 2017                | Сода Стерео                   |
| "Do They Know It's Christmas?"                                            | 2004                | Band Aid                      |
| "Du hast"                                                                 | 2002                | Рамштајн                      |
| "Dy-Na-Mi-Tee" (са Ms. Dynamite)                                          | 2002                | Ms. Dynamite                  |
| "Earth Angel" (са Мајклом Џеј Фоксом)                                     | 2016                | The Penguins                  |
| "Everybody Hurts"                                                         | 2011                | R.E.M.                        |
| "Fairytale of New York"                                                   | 2008                | The Pogues                    |
| "Faith"                                                                   | 2016                | Џорџ Мајкл                    |
| "Four Seasons in One Day"                                                 | 2009                | Crowded House                 |
| "Fruit Salad"                                                             | 2009                | The Wiggles                   |
| "Great Balls of Fire"                                                     | 2007                | Џери Ли Луис                  |
| "Georgia on My Mind"                                                      | 2001                | Хоги Кармајкл                 |
| "Halo" (са Бијонсе)                                                       | 2010                | Бијонсе                       |
| "Happy Birthday"                                                          | 2003                | Милдред Џеј Хил               |
| "Happy Xmas (War Is Over)"                                                | 2009                | Plastic Ono Band              |
| "Heart of the City (Ain't No Love)" (са Џеј-Зијем)                        | 2010                | Џеј-Зи                        |
| "Here Comes the Sun"                                                      | 2001                | Битлси                        |
| "Heroes"                                                                  | 2016                | Дејвид Боуви                  |
| "Homecoming" (са Канје Вестом и Џеј-Зијем)                                | 2010                | Канје Вест                    |
| "Hot in Herre"                                                            | 2002                | Нели                          |
| "Hunting High and Low"                                                    | 2002                | a-ha                          |
| "Hung Up"                                                                 | 2005                | Мадона                        |
| "Hungry Heart"                                                            | 2002                | Брус Спрингстин               |
| "I'm a Believer"                                                          | 2009                | The Monkees                   |
| "I Left My Heart in San Francisco"                                        | 2001                | Тони Бенет                    |
| "Imagine"                                                                 | 2015                | Џон Ленон                     |
| "It Takes More" (са Ms. Dynamite)                                         | 2002                | Ms. Dynamite                  |
| "Jersey Girl"                                                             | 2016                | Том Вејтс, Брус Спрингстин    |
| "Jingle Bells" (са Сајмоном Пегом)                                        | 2008                | Џејмс Лорд Пирпонт            |
| "Johnny B. Goode" (са Мајклом Џеј Фоксом)                                 | 2016                | Чак Бери                      |
| "Just a Little Bit of Your Heart" (са Аријаном Гранде)                    | 2015                | Аријана Гранде                |
| "Have I Told You Lately"                                                  | 2016                | Ван Морисон                   |
| "Life's an Ocean"                                                         | 2005                | The Verve                     |
| "Life on Mars?"                                                           | 2016                | Дејвид Боуви                  |
| "Lips Like Sugar"                                                         | 2002                | Echo & The Bunnymen           |
| "Live Forever" (са Ноелом Галагером)                                      | 2002                | Оејзис                        |
| "Lose Yourself"                                                           | 2016                | Еминем                        |
| "Lost Highway"                                                            | 2001                | Лион Пејн / Ханк Вилијамс     |
| "Love Me Tender"                                                          | 2007                | Елвис Присли                  |
| "Maa Tujhe Salaam" (са A. R. Rahman-ом)                                   | 2016                | A. R. Rahman                  |
| "Many Rivers to Cross"                                                    | 2002                | Џими Клиф                     |
| "Mrs. Robinson"                                                           | 1997                | Simon & Garfunkel             |
| "My Way" (са Мајклом Ивисом)                                              | 2016                | Френк Синатра                 |
| "My Happiness"                                                            | 2003                | Powderfinger                  |
| "Nothing Compares 2 U" (са Џејмсом Корденом)                              | 2016                | Prince and The Revolution     |
| "Nightswimming" (са Мајклом Стајпом)                                      | 2005                | R.E.M.                        |
| "Peace on Earth/Little Drummer Boy"                                       | 2011                | Дејвид Бпуви и Бинг Крозби    |
| "Perfect Day"                                                             | 2006                | Лу Рид                        |
| "Raspberry Beret"                                                         | 2016                | Принс и The Revolution        |
| "Rehab"                                                                   | 2011                | Ејми Вајнхаус                 |
| "Ride On"                                                                 | 2011                | Кристи Мур                    |
| "Rocket Man"                                                              | 2012                | Елтон Џон                     |
| "Run This Town" (са Џеј-Зијем)                                            | 2010                | Џеј-Зи                        |
| "Sekai ni Hitotsu Dake no Hana"                                           | 2008                | SMAP                          |
| "Shining Light"                                                           | 2002                | Еш                            |
| "Simple Twist of Fate"                                                    | 2005                | Боб Дилан                     |
| "Singing in the Rain"                                                     | 2011                | Артур Фрид и Насио Херб Браун |
| "Sometimes It Snows in April" (са Лијан ла Хавас)                         | 2016                | Принс и The Revolution        |
| "Songbird"                                                                | 2009                | Оејзис                        |
| "Sorry"                                                                   | 2016                | Бијонсе                       |
| "Stay Another Day"                                                        | 2011                | East 17                       |
| "Stop Me If You Think You've Heard This One Before" (са Ноелом Галагером) | 2002                | The Smiths                    |
| "Stayin' Alive" (са Беријем Гибом)                                        | 2016                | Би Џис                        |
| "Streets of Baltimore"                                                    | 2002                | Томпал Глејсер                |
| "Streets of Philadelphia"                                                 | 2016                | Брус Спрингстин               |
| "Suzanne"                                                                 | 2016                | Леонард Коен                  |
| "Svefn-g-englar"                                                          | 2002                | Сигур Рос                     |
| "Sweet Home Chicago"                                                      | 2016                | Роберт Џонсон                 |
| "Tempature's Rising"                                                      | 2010                | Моб Дип                       |
| "That Don't Impress Me Much"                                              | 2002                | Шанаја Твејн                  |
| "The Living Daylights"                                                    | 2002                | a-ha                          |
| "The Bare Necessities"                                                    | 1997                | Тери Џилкисон                 |
| "Three Little Birds" (са Ms. Dynamite)                                    | 2002                | Bob Marley and the Wailers    |
| "To Love Somebody" (са Бери Гибом)                                        | 2016                | Би Џис                        |
| "Umbrella" (са Ријаном)                                                   | 2012                | Ријана                        |
| "Waitin' for a Superman"                                                  | 2008                | The Flaming Lips              |
| "Walk on the Wild Side"                                                   | 2003                | Лу Рид                        |
| "Warwick Avenue"                                                          | 2008                | Дафи                          |
| "We Found Love"                                                           | 2011                | Келвин Харис и Ријана         |
| "What a Wonderful World"                                                  | 2003                | Луј Армстронг                 |
| "What the World Needs Now Is Love"                                        | 2001                | Џеки Дишанон                  |
| "Whatever" (са Ноелом Галагером)                                          | 2002                | Оејзис                        |
| "When You Were Young"                                                     | 2009                | The Killers                   |
| "Where the Wild Roses Grow"                                               | 2014                | Nick Cave and the Bad Seeds   |
| "White Christmas"                                                         | 2011                | Бинг Крозби                   |
| "Yoshimi Battles the Pink Robots, Pt. 1"                                  | 2003                | The Flaming Lips              |
| "(You Gotta) Fight for Your Right (To Party!)"                            | 2012                | Битси бојс                    |
| "You're the Voice"                                                        | 2009                | Џон Фарнам                    |
| "You Sexy Thing"                                                          | 2001                | Hot Chocolate                 |

### Необјављене песме
| Наслов                                       | Период стварања            | За албум                                      |
| -------------------------------------------- | -------------------------- | --------------------------------------------- |
| "1000 - 1" (Ballad Of...)                    | 2009–2010                  | Mylo Xyloto                                   |
| "A Ghost"                                    | 2001                       | A Rush of Blood to the Head                   |
| "A Man for All Seasons (Still Goin' Strong)" | 2015                       | Game of Thrones: The Musical                  |
| "A View from the Top"                        | 2002                       | Нема                                          |
| "Alien Radio"                                | 2009–2010                  | Mylo Xyloto                                   |
| "Arabesque"                                  | 2009–2010                  | Mylo Xyloto                                   |
| "Bit of a Bastard"                           | 2015                       | Game of Thrones: The Musical                  |
| "Blasphemy"                                  | 2002–2005                  | X&Y                                           |
| "Bloodless Revolution"                       | 2005–2006                  | Viva la Vida or Death and All His Friends     |
| "Bullets point towards me"                   | 2002                       | A Rush of Blood to the Head                   |
| "Boyfriend"                                  | 2009–2010                  | Mylo Xyloto                                   |
| "Bucket for a Crown"                         | 2006                       | Viva la Vida or Death and All His Friends     |
| "Buzz"                                       | 2009–2010                  | Mylo Xyloto                                   |
| "Car Kids"                                   | 2009–2010                  | Mylo Xyloto                                   |
| "Call Me"                                    | 1998                       | Нема                                          |
| "Cartoon Head"                               | 2009–2010                  | Mylo Xyloto                                   |
| "Cartoon Heart"                              | 2009–2010                  | Mylo Xyloto                                   |
| "Don't You?"                                 | 1998–2000                  | Нема                                          |
| "Closer to Home"                             | 2014–2015                  | Game of Thrones: The Musical                  |
| "December"                                   | 1997                       | Нема                                          |
| "Déjà Vu"                                    | 2002–2005                  | X&Y                                           |
| "Deserter"                                   | 2000–2002                  | A Rush of Blood to the Head                   |
| "Drift"                                      | 2014–2015                  | A Head Full of Dreams                         |
| "Drinks On Me"                               | 2014–2015                  | A Head Full of Dreams                         |
| "Drunks and Guns"                            | 2009–2010                  | Mylo Xyloto                                   |
| "Echo My Name (I Can't Believe You're Gone)" | 2002–2005                  | X&Y                                           |
| "Eyes for Eyes"                              | 2000–2002                  | A Rush of Blood to the Head                   |
| "Famous Old Painters"                        | 2008                       | Prospekt's March                              |
| "Fingers Crossed"                            | 2000–2002                  | A Rush of Blood to the Head                   |
| "First Steps"                                | 2005–2006                  | Viva la Vida or Death and All His Friends     |
| "Fun"                                        | 2006–2009                  | Viva la Vida or Death and All His Friends     |
| "Fury"                                       | 2002–2005                  | X&Y                                           |
| "Gardeners on the Frontline"                 | 2009–2010                  | Mylo Xyloto                                   |
| "Goodbye and Goodnight"                      | 2005–2006                  | Viva la Vida or Death and All His Friends     |
| "Golden Arrow"                               | 2000–2002                  | Mylo Xyloto                                   |
| "Great Expectations"                         | 2009–2010                  | Mylo Xyloto                                   |
| "Harbingers of Doom"                         | 2009                       | Mylo Xyloto                                   |
| "Harmless"                                   | 2000                       | Нема                                          |
| "Harmony for My Song"                        | 2009–2010                  | Mylo Xyloto                                   |
| "Hook Up"                                    | 2009–2010                  | Mylo Xyloto                                   |
| "Houston #1"                                 | A Head Full of Dreams Tour | 28. август 2017. година                       |
| "Idiot"                                      | 2001                       | A Rush of Blood to the Head                   |
| "If All Else"                                | 1998                       | Нема                                          |
| "If I Ever Fall in Love Again"               | 2009–2010                  | Mylo Xyloto                                   |
| "If She Comes Back"                          | 2002                       | Нема                                          |
| "In Isolation"                               | 2000–2002                  | A Rush of Blood to the Head                   |
| "It Was a Wonderful Day"                     | 2009–2010                  | Mylo Xyloto                                   |
| "Julens Ljus"                                | 2015                       | Game of Thrones: The Musical                  |
| "Ladder to the Sun"                          | 2002–2003                  | Нема                                          |
| "Life is Beautiful"                          | 2017                       | Нема                                          |
| "Leftrightleftrightleft"                     | 2006–2009                  | Viva la Vida or Death and All His Friends     |
| "Love I'm So Tired"                          | 1998                       | Нема                                          |
| "Love in a Lethal Dose"                      | 2009–2010                  | Mylo Xyloto                                   |
| "Loveless"                                   | 2005–2006                  | Viva la Vida or Death and All His Friends     |
| "Lukas"                                      | 2006–2009                  | Viva la Vida or Death and All His Friends     |
| "Lucky Sevens"                               | 2010                       | Mylo Xyloto                                   |
| "Mining on the Moon"                         | 2006                       | Viva la Vida or Death and All His Friends     |
| "Mist"                                       | 2012–2014                  | Ghost Stories                                 |
| "Multi Angles Feature"                       | Unknown                    | Непознато                                     |
| "Name and Likeness"                          | 2014–2015                  | A Head Full of Dreams                         |
| "Nobody Will Understand"                     | 1996–1998                  | Safety                                        |
| "On My Way Home"                             | 2014–2015                  | A Head Full of Dreams                         |
| "Once Upon a Time in the Corner"             | 2001–2002                  | Нема                                          |
| "One Day"                                    | 2015                       | A Head Full of Dreams                         |
| "Rastafarian Targaryan"                      | 2015                       | Game of Thrones: The Musical                  |
| "Red Wedding"                                | 2015                       | Game of Thrones: The Musical                  |
| "I'm Strong"                                 | 1998                       | Нема                                          |
| "The Race"                                   | 2012–2014                  | Ghost Stories                                 |
| "School"                                     | 2006–2007                  | Viva la Vida or Death and All His Friends     |
| "Sex & Violence"                             | 2009                       | Mylo Xyloto                                   |
| "Silencia"                                   | 2010                       | Mylo Xyloto                                   |
| "Solid Ground (Until The Water Flows Over)"  | 2003                       | Viva la Vida or Death and All His Friends     |
| "Someone to Love"                            | 2002                       | Нема                                          |
| "Something Ain't Right"                      | 2004–2005                  | X&Y                                           |
| "So Sad"                                     | 1997–1998                  | Нема                                          |
| "Space Symphony"                             | 2009–2010                  | Mylo Xyloto                                   |
| "Spanish Rain"                               | 2009–2010                  | Mylo Xyloto                                   |
| "Spiderwebs"                                 | 2000                       | Нема                                          |
| "St. Stephen"                                | 2005                       | Viva la Vida or Death and All His Friends     |
| "Sweet Marianne"                             | 2002–2004                  | Нема                                          |
| "The Butterfly"                              | 2005                       | Viva la Vida or Death and All His Friends     |
| "The Dubliners"                              | 2008–2010                  | Viva la Vida or Death and All His Friends     |
| "The Fall of Man"                            | 2005–2006                  | Viva la Vida or Death and All His Friends     |
| "The Man Who Swears"                         | 2005–2006                  | Viva la Vida or Death and All His Friends     |
| "The Nappies"                                | 2004                       | Нема                                          |
| "This Hollow Frame"                          | 2000–2002                  | A Rush of Blood to the Head                   |
| "To Likely You"                              | 1999                       | The Blue Room                                 |
| "The Blue Room"                              | 1998–1999                  | The Blue Room                                 |
| "Thought You Might Be A Ghost"               | 2008                       | Viva la Vida or Death and All His Friends     |
| "Tomorrow"                                   | 2011                       | Mylo Xyloto                                   |
| "Turn Your World Around"                     | 2004–2005                  | X&Y                                           |
| "Unbroken"                                   | 2013–2014                  | Unbroken – Original Motion Picture Soundtrack |
| "Vitamins"                                   | 1998                       | Нема                                          |
| "Waiting in Line"                            | 1999–2000                  | Parachutes                                    |
| "Wedding Bells"                              | 2009–2010                  | Mylo Xyloto                                   |
| "Your World Turns Upside Down"               | 2003                       | Нема                                          |
| "Wilderness"                                 | 2009–2010                  | Mylo Xyloto                                   |
| "Wondering Star"                             | 2009–2010                  | Mylo Xyloto                                   |
| "Walking for Always"                         | 2009–2010                  | Нема                                          |
| "World Without You"                          | 2012–2014                  | Ghost Stories                                 |